# Mountain View n.º 318
Mountain View n.º 318 es un municipio rural canadiense situado en la provincia de Saskatchewan.

## Superficie
Mountain View n.º 318 tiene una superficie de 847,02 km².

## Demografía
En 2021, tenía 358 habitantes, una densidad poblacional de 0,4 hab./km², y 128 viviendas.